# وامبيركورت
وامبيركورت (بالفرنسية: Wambercourt)‏ هي بلدية تقع في إقليم باد كاليه من منطقة نور با دو كاليه في شمال فرنسا. تبلغ مساحة هذه المدينة 6.06 (كم²)، وترتفع عن سطح البحر 39 م، يبلغ عدد سكانها 218 نسمة حسب إحصاء المعهد الوطني للإحصاء والدراسات الاقتصادية سنة 2009 م. وترأس Yves Duhanez البلدية خلال فترة (2008-2014).